# Camille Jordan

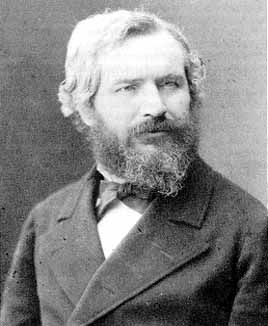
Marie Ennemond Camille Jordan

Marie Ennemond Camille Jordan, genannt Camille Jordan [kaˈmij ʒɔʀˈdã], (* 5. Januar 1838 in Lyon; † 21. Januar 1922 in Paris) war ein französischer Mathematiker.

## Leben
Jordans Vater Esprit-Alexandre Jordan war Ingenieur, ausgebildet an der École polytechnique, und seine Mutter Joséphine eine Schwester des Malers Pierre Puvis de Chavannes. Ein Cousin von ihm war der Botaniker Alexis Jordan und ein Großonkel der Politiker Camille Jordan (1771–1821). Camille Jordan besuchte das Lyzeum in Lyon und das Collège in Oullins, wo er in Mathematik brillierte. Jordan studierte ab 1855 an der École polytechnique in Paris und arbeitete dann als Ingenieur, zuerst in Privas, dann in Chalon-sur-Saône und schließlich in Paris. Nebenbei fand er ausreichend Zeit, mathematische Forschung zu betreiben. 1860 wurde er bei Victor Puiseux an der Faculté des Sciences (Sorbonne) in Paris promoviert mit einer zweiteiligen Dissertation über Algebra und Analysis. Zwei weitere Prüfer bei seiner Promotion waren Jean Marie Constant Duhamel und Joseph Serret. 1876 wurde er Professor für Analysis an der École polytechnique, an der er schon ab 1873 Examinator war, und außerdem ab 1883 Professor am Collège de France. Bis 1885 arbeitete er aber auch noch als Ingenieur. 1912 ging er in den Ruhestand.
Er war ab 1862 mit Marie-Isabelle Munet verheiratet, Tochter des Bürgermeisters von Lyon. Mit ihr hatte er acht Kinder, darunter zwei Töchter. Drei seiner sechs Söhne fielen im Ersten Weltkrieg. Sein Sohn Édouard Jordan (1866–1946) war Geschichtsprofessor an der Sorbonne.

## Werk
Er hat fundamentale Beiträge zur Analysis, Gruppentheorie und Topologie geleistet. Noch heute erinnert der Begriff Jordan-Kurve an seinen Namen. Sein Beweis des jordanschen Kurvensatzes ist 1905 von Oswald Veblen kritisiert worden und später war man allgemein der Ansicht, dass Young den ersten strengen Beweis gab. Das ist von Thomas C. Hales 2007 in Frage gestellt worden. Insbesondere sieht Hales einen der Hauptkritikpunkte, das Fehlen des Beweises für Polygone, als nicht stichhaltig an, da dieser Teil des Beweises relativ einfach zu erbringen ist. In den Anfängen seiner Beschäftigung mit Topologie (Anfänge des Homotopiekonzepts) war er durch das Werk von Bernhard Riemann beeinflusst. Er studierte zum Beispiel, damals neuartig, die Symmetrieeigenschaften von Polyedern ausschließlich durch kombinatorische Methoden. Mit seinem Jordan-Maß war er ein Pionier der Maßtheorie und er führte 1881 das Konzept der Funktionen mit beschränkter Variation ein beim Studium der punktweisen Konvergenz von Fourierreihen. Damit war er einer der Pioniere der modernen Analysis noch im 19. Jahrhundert. Eigene Forschungen flossen besonders in die späteren Auflagen seines Lehrbuchs der Analysis ein, das einen hervorragenden Ruf hatte. Es hatte einen sehr breiten Einfluss und setzte, so Jean Dieudonné, Standards, die viele Jahre unübertroffen waren.
Außer seinem Analysis-Lehrbuch war auch sein Lehrbuch der Gruppentheorie (Traité des substitutions et des équations algébriques) im 19. Jahrhundert sehr einflussreich, es war das erste Buch über Gruppentheorie. Die jordansche Normalform in der Linearen Algebra und die Sätze von Jordan-Hölder und Jordan-Schur in der Gruppentheorie sind nach ihm benannt. Jordan ist in erster Linie für den systematischen Ausbau der Theorie endlicher Gruppen bekannt, für die etwa der Satz von Jordan-Hölder von fundamentaler Bedeutung ist. Nach Dieudonné sah er möglicherweise die Schwierigkeiten einer vollständigen Klassifikation der endlichen einfachen Gruppen voraus (abgeschlossen erst um 2004 im monumentalen Klassifikationsprogramm) und begnügte sich mit dem Aufbau einer rekursiven Maschinerie, die automatisch alle endlichen auflösbaren Gruppen fester Ordnung liefert. Es war insbesondere auch Jordan, der die Galoistheorie ausbaute, nachdem Joseph Liouville 1846 dessen Werk wiederentdeckt und veröffentlicht hatte. Außer der Galoistheorie, also dem Studium der Lösung algebraischer Gleichungen, widmete er sich aber auch den Anwendungen der Gruppentheorie in der Geometrie, teilweise mit Wurzeln in kristallographischen Fragen (Klassifizierung der Gruppen euklidischer Bewegungen).
Felix Klein pflegte bei seiner Vorlesung über Gruppentheorie folgende Geschichte seinen Zuhörern zum Besten zu geben:

„Auf dem denkwürdigen Pariser Mathematikerkongress im Jahre 1900 wurde in einer schlichten Feierstunde aller bedeutenden Mathematiker gedacht, die in den letzten zehn Jahren das Zeitliche gesegnet hatten. Unter anderem wurde der Gruppentheoretiker Camille Jordan, geboren 1838, gestorben am 7. November 1898, genannt. Da erhob sich in den letzten Reihen eine hagere Gestalt, um der Versammlung zu verkünden, dass an der Angabe seines Todesdatums wenigstens die Jahreszahl nicht stimmen könne, da er noch am Leben sei.“

Klein und Sophus Lie besuchten 1870 Paris nicht zuletzt, um bei Jordan dessen gruppentheoretische Konzepte zu studieren.
Dieudonné hebt in Jordans Beiträgen zur Algebra drei Endlichkeitssätze von Jordan heraus, die alle nach seinem Buch über Gruppentheorie von 1870 erschienen: einmal den oben erwähnten Satz von Jordan und Schur in der Gruppentheorie, dessen Ursprung in der Theorie linearer Differentialgleichungen im Komplexen lag. Lazarus Fuchs hatte alle linearen Differentialgleichungen 2. Ordnung bestimmt, deren sämtliche Lösungen algebraische Funktionen sind. Jordan gelang mit seinem Satz die Lösung des allgemeinen Falls der linearen Differentialgleichungen der Ordnung {\displaystyle n}, indem er es auf das Problem reduzierte, alle endlichen Untergruppen der allgemeinen linearen Gruppe {\displaystyle GL(n,\mathbb {C} )} über den komplexen Zahlen zu bestimmen, also der Gruppe der regulären {\displaystyle n\times n}-Matrizen mit komplexen Elementen. Davon gibt es unendlich viele, Jordan fand aber, dass sie sehr spezieller Natur waren, und charakterisierte sie. Er fand, dass es eine nur von der Ordnung {\displaystyle n} abhängige Funktion {\displaystyle f(n)} gibt, unabhängig von der Gruppe {\displaystyle G} aus {\displaystyle GL(n,\mathbb {C} )}, sodass {\displaystyle G} eine normale Untergruppe {\displaystyle H} besitzt, die abelsch ist (deren Elemente unter {\displaystyle GL(n,\mathbb {C} )} konjugiert zu einer Untergruppe diagonaler Matrizen sind) und für deren Index {\displaystyle G:H} gilt, dass er kleiner oder gleich {\displaystyle f(n)} ist. Damit gibt es nur endlich viele Quotientengruppen {\displaystyle G/H}.
Ein weiterer Endlichkeitssatz von Jordan erweitert einen Satz von Charles Hermite in der Theorie quadratischer Formen mit ganzzahligen Koeffizienten. Jordan betrachtet den Vektorraum homogener Polynome vom Grad {\displaystyle m} in {\displaystyle n} Variablen mit komplexen Koeffizienten, der als Symmetriegruppe die spezielle lineare Gruppe {\displaystyle SL(n,\mathbb {C} )} hat. Betrachtet wird der Orbit einer quadratischen Form {\displaystyle F} aus diesem Vektorraum, der gebildet wird von den Formen, die aus {\displaystyle F} durch unimodulare Transformationen – also Elemente von {\displaystyle SL(n,\mathbb {C} )} – hervorgehen, und speziell Orbits von Formen {\displaystyle F} mit Koeffizienten aus dem Ring Gaußscher Zahlen, die den ganzen Zahlen im Komplexen entsprechen. Jordan bewies, dass die Anzahl der Orbits endlich ist, falls {\displaystyle m>2} und die Diskriminante von {\displaystyle F} ungleich Null ist.
Das dritte Endlichkeitsresultat (Satz von Jordan für Permutationsgruppen) betrifft Untergruppen {\displaystyle G} der Symmetrische Gruppe {\displaystyle S(n)}, das heißt die Permutationsgruppen von {\displaystyle n} Elementen. Die Klasse von {\displaystyle G} ist nach Jordan die kleinste Zahl {\displaystyle c}, sodass eine Permutation aus {\displaystyle G} existiert, die nur {\displaystyle c} Elemente vertauscht. Falls {\displaystyle G} primitiv ist und die alternierende Gruppe {\displaystyle A(n)} nicht enthält, dann gibt es eine absolute Konstante {\displaystyle C} mit {\displaystyle n\leq Cc^{2}\log c}. Dabei heißt eine Permutationsgruppe {\displaystyle G}, die auf einer endlichen nichtleeren Menge X operiert, primitiv, wenn sie transitiv auf X operiert und keine nichttriviale Zerlegung von X invariant lässt. Für jede Klasse {\displaystyle c} gibt es damit nur endlich viele primitive Gruppen neben der symmetrischen und alternierenden Gruppe.

## Auszeichnungen und Mitgliedschaften
Für sein Buch über Gruppentheorie erhielt er den Poncelet-Preis der Académie des sciences. 1869 wurde er zum korrespondierenden Mitglied der Göttinger Akademie der Wissenschaften gewählt. 1880 war er Präsident der Société Mathématique de France. 1890 wurde er Offizier der Ehrenlegion. Die Königliche Akademie von Belgien nahm ihn im Dezember 1899 als assoziiertes Mitglied auf. 1907 wurde er Ehrenmitglied der London Mathematical Society. 1916 wurde er Präsident an der Académie des sciences, deren Mitglied er seit 1881 war. 1920 wurde Jordan in die National Academy of Sciences gewählt und war Ehrenpräsident des Internationalen Mathematikerkongresses in Straßburg.

## Schriften
- Oeuvres de Camille Jordan, Paris, 4 Bände, 1961 bis 1964 (Herausgeber Jean Dieudonné)
- Traité des substitutions et des équations algébriques, Gauthier-Villars 1870
- Cours d’analyse de l’École polytechnique, 3 Bände, Gauthier-Villars, 3. Auflage 1909 bis 1915 (erste Auflage 1882 bis 1887, zweite Auflage 1893 bis 1896)